# Бугарска на Европском првенству у атлетици у дворани 1972.
Бугарска је учествовала на 3. Европском првенству у атлетици у дворани 1972. одржаном у Греноблу, 11. и 12. марта. Репрезентацију Бугарске у њеном трећем учешћу на европским првенствима у дворани представљао је 9 спортиста (1 мушкрац и 8 жена) који су се такмичили у 7 дисциплина 1 мушка и 6 женских.
Са освојение 3 бронзане медаље Бугарска је у укупном пласману заузела 12. место од 14 земаља које су на овом првенству освајале медаље, односно 23 земље учеснице.
У табели успешности (према броју и пласману такмичара који су учествовали у финалним такмичењима (првих 8 такмичара)) Бугарска је је заузела 7. место са 27. бодова[ од 23 земље које су имале представнике у финалу, односно све су имале представнике у финалу.
| Плас. | Земља    | 1. место | 2. место | 3. место | 4. место | 5. место | 6. место | 7. место | 8. место | Бр. финал. - Бод. |
| ----- | -------- | -------- | -------- | -------- | -------- | -------- | -------- | -------- | -------- | ----------------- |
| 7.    | Бугарска | -        | -        | 3 - 18   | 1 − 5    | -        | −        | 2 - 4    | −        | 6 − 27            |

## Учесници
| Бр. | Дисциплина   | Мушкарци       | Жене                                               | Укупно |
| --- | ------------ | -------------- | -------------------------------------------------- | ------ |
| 1.  | 800 м        |                | Светла Златева                                     | 1      |
| 2.  | 1.500 м      |                | Василена Амзина                                    | 1      |
| 3.  | 60 м препоне |                | Иванка Кошничарска                                 | 1      |
| 4.  | Скок увис    | Петар Богданов | Јорданка Благоева                                  | 2      |
| 5.  | Скок удаљ    |                | Дијана Јоргова                                     | 1      |
| 6.  | Бацање кугле |                | Иванка Христова Радостина Васекова Елена Стојанова | 3      |
|     | Укупно (6)   | 1              | 8                                                  | 9      |

## Освајачи медаља
- Бронза
- Светла Златева — 800 м, жене
- Василена Амзина — 1.500 м, жене
- Јорданка Благоева — скок увис, жене

## Резултати

### Мушкарци
| Атлетичар      | Дисциплина | Лични рекорд | Квалификације | Квалификације | Полуфинале | Полуфинале | Финале   | Финале   | Детаљи |
| Атлетичар      | Дисциплина | Лични рекорд | Резултат      | Место         | Резултат   | Место      | Резултат | Место    | Детаљи |
| -------------- | ---------- | ------------ | ------------- | ------------- | ---------- | ---------- | -------- | -------- | ------ |
| Петар Богданов | скок увис  |              |               |               |            |            | 2,05     | 12. / 15 |        |

### Жене
| Атлетичар          | Дисциплина   | Лични рекорд | Квалификације | Квалификације | Полуфинале            | Полуфинале            | Финале                | Финале   | Детаљи |
| Атлетичар          | Дисциплина   | Лични рекорд | Резултат      | Место         | Резултат              | Место                 | Резултат              | Место    | Детаљи |
| ------------------ | ------------ | ------------ | ------------- | ------------- | --------------------- | --------------------- | --------------------- | -------- | ------ |
| Светла Златева     | 800 м        |              | 2:06,57       | 1. у гр. 4 КВ |                       |                       | 2:05,50               |          |        |
| Василена Амзина    | 1.500 м      |              |               |               |                       |                       | 4:18,84               |          |        |
| Иванка Кошничарска | 50 м препоне |              | 7,26          | 3. у гр. 4    | Није се квалификовала | Није се квалификовала | Није се квалификовала | 13. / 21 |        |
| Јорданка Благоева  | скок увис    |              |               |               |                       |                       | 1,84                  |          |        |
| Дијана Јоргова     | скок удаљ    |              | 6,21          | 7. / 10       |                       |                       |                       |          |        |
| Иванка Христова    | бацање кугле |              | 17,92         | 4. / 13       |                       |                       |                       |          |        |
| Радостина Васекова | бацање кугле |              | 17,60         | 7. / 13       |                       |                       |                       |          |        |
| Елена Стојанова    | бацање кугле |              | 15,63         | 12. / 13      |                       |                       |                       |          |        |

## Биланс медаља Бугарске после 3. Европског првенства у дворани 1970—1972.
|      | ЕП     |   |   |   |   | УП  |
| 1.   | 1970.  | 0 | 0 | 0 | 0 | 0   |
| 2.   | 1971.  | 0 | 0 | 3 | 3 | 11. |
| 3.   | 1972.  | 0 | 0 | 3 | 3 | 12. |
| 1-3. | Укупно | 0 | 0 | 6 | 6 | 16. |

|    | ЕП             |   |   |   |   |
| 1. | Светла Златева | 0 | 0 | 2 | 2 |
| -- | -------------- | - | - | - | - |

## Бугарски освајачи медаља после 3. Европског првенства 1970—1972.
|    | Атлетичар/ка                                                    | м | ж | ЕП       | Дисциплина |   |   |   |   |
| -- | --------------------------------------------------------------- | - | - | -------- | ---------- | - | - | - | - |
| 1. | Иванка Венкова Иванка Кошничарска Софка Казанчева Монка Бобчрва |   | ж | 1971.    | 4 х 200 м  |   |   |   |   |
| 2. | Светла Златева (1) Стефка Јорданова Dshena Бинева Тонка Петрова |   | ж | 1971.    | 4 х 400 м  |   |   |   |   |
| 3. | Krestyu Христов Александер Јанев Александер Попов Јордан Попов  | м |   | 1971.    | 4 х 400 м  |   |   |   | 3 |
|    |                                                                 |   |   |          |            |   |   |   |   |
| 4. | Светла Златева (2)                                              |   | ж | 1972.    | 800 м      |   |   |   |   |
| 5. | Василена Амзина                                                 |   | ж | 1972.    | 1.500 м    |   |   |   |   |
| 6. | Јорданка Благоева                                               |   | ж | 1972.    | скок увис  |   |   |   | 3 |
|    | Укупно                                                          | 1 | 5 | 1970—72. |            | 0 | 0 | 6 | 6 |